# Gobiosoma ginsburgi
Gobiosoma ginsburgi es una especie de peces de la familia de los Gobiidae en el orden de los Perciformes.

## Morfología
Los machos pueden llegar a alcanzar los 6 cm de longitud total.

## Distribución geográfica
Se encuentran en Norteamérica: desde Massachusetts hasta  Georgia.

## Observaciones
Es inofensivo para los humanos.